# Années 1830 en sport
Chronologie du sport
- années 1820 en sport - années 1830 en sport - années 1840 en sport

## Alpinisme
- 3 septembre 1838 : Henriette d'Angeville est la première femme à avoir gravi le mont Blanc.

## Athlétisme
- De 1835 à 1845 : âge d'or des courses pédestres professionnelles new-yorkaises[1].
- 1837 : première compétition d’athlétisme au Collège anglais d’Eton.

## Aviron
- 1830 : fondation du club d’aviron « anglais » de Hambourg (Allemagne).
- 1831 : premier championnat professionnel d’aviron (skiff) en Angleterre.
- 12 août 1837 : première régate d’aviron en France (Dieppe).

## Boxe française
- 1830 : invention, selon Alexandre Dumas, de la Boxe Française par Charles Lecour.

## Cricket
- 1830 : le Surrey est sacré champion de cricket en Angleterre.
- 1831 : le Surrey est sacré champion de cricket en Angleterre.
- 22 octobre 1831 : fondation à Buenos-Aires du premier club argentin de cricket.
- 1833 : le Sussex est sacré champion de cricket en Angleterre.
- 1835 : première des quatre grandes réformes des règles de cricket. Les trois suivantes : 1844, 1947 et 1980.
- 1836 : le Surrey est sacré champion de cricket en Angleterre.
- 1837 : le Kent est sacré champion de cricket en Angleterre.
- 6/7 juillet 1838 : Oxford bat Cambridge par 93 runs en cricket à Londres (Angleterre).
- 1838 : le Kent est sacré champion de cricket en Angleterre.
- 1839 : le Kent est sacré champion de cricket en Angleterre.

## Curling
- 1838 : fondation à Édimbourg du Grand Calendonian Curling Club.

## Football
- 1831 : publication en Angleterre de Reminiscences of Eton où un ancien élève du fameux College précise que « le football ne peut pas être considéré un sport de gentleman ; après tout, le petit peuple du Yorkshire y joue aussi… ».
- 31 août 1835 : 
  - Highway Act en Grande-Bretagne qui interdit la pratique du football dans les rues.
  - la pratique de la soule en Bretagne se cantonne désormais au seul Pays de Lorient où des parties ont lieu jusqu’en 1914.

## Gymnastique
- 1832 : fondation en Suisse de la Société Fédérale de Gymnastique.
- 1833 : implantation de gymnases dans les places militaires de Metz, Strasbourg, Arras, Lyon, Montpellier, Reims et Toulouse.

## Jeu de paume
- 1839 : fermeture à Paris de la dernière salle de jeu de paume (Rue Mazarine).

## Jeux olympiques
- 1832 : première édition des Jeux olympiques du Rondeau en France. Ces épreuves sportives scolaires locales ont lieu tous les quatre ans pendant 120 ans et seront déterminantes pour la rénovation du véritable rendez-vous olympique à la fin du siècle. Le devise olympique « Citius, altius, fortius » vient d'ailleurs des JO du Rondeau, mis en place par le petit séminaire du Rondeau situé à Grenoble[2].
- 14 juillet 1834 : tenue à Ramsola (Suède) des « Jeux olympiques Scandinaves » avec de la lutte, des courses, du saut en hauteur et du saut à la perche, notamment.
- 14 juillet 1836 : deuxième édition des « Jeux olympiques Scandinaves » à Ramsola (Suède).

## Joutes nautiques
- 23 août 1830 : le tournoi de joutes nautiques qui devait avoir lieu à Poissy est annulé par les autorités municipales prétextant qu’elles généraient « querelles et divisions entre les habitants de Poissy. »
- 12 juin 1837 : tournoi de joutes nautiques à Marseille à l’occasion du mariage du Duc d’Orléans.

## Crosse
- 1839 : fondation au Canada du premier club non-indien de crosse : Montréal Lacrosse Club.

## Natation
- 30 juin 1837 : fondation à Londres de la National Swimming Society.
- Août 1837 : premières courses de natation à Londres organisées par la National Swimming Society.

## Omnisports
- 10 décembre 1831 : publication à New York du premier numéro de l’hebdomadaire « The Spirit of Times » qui ouvre très largement ses colonnes aux sports. Ce premier hebdomadaire sportif américain qui couvre également la scène culturelle (opéra, théâtre, musique…) est publié jusqu’en 1902.
- 1831 : le mot « sport » entre dans la langue allemande.

## Sport hippique
- 11 novembre 1833 : Fondation du Jockey Club à Paris.
- 24 juin 1835 : première édition de la course hippique française du Prix du Jockey-Club, à Chantilly.
- 1836 : première édition de la course hippique anglaise du Grand National, à Maghull.

## Voile
- 1838 : fondation du club de voile, la Société des Régates du Havre.

## Naissances
- 1831
  - 12 février : John Morrissey, boxeur américain. († 1er mai 1878).
  - 8 avril : Jem Mace, boxeur anglais. († 30 novembre 1910).
  - 15 novembre : Alexander Morten, footballeur anglais. († 24 février 1900).
- 1833
  - 30 juin : Willie Park, Sr., golfeur écossais. († 25 juillet 1903).
- 1834
  - 2 mai : John C. Heenan, boxeur anglais. († 28 octobre 1873).
- 1835
  - 10 janvier : Harry Wright, joueur de baseball américain. († 3 octobre 1895).
  - 15 février : Dimítrios Vikélas, historien, écrivain, traducteur et homme d'affaires grec. Premier président du CIO de 1894 à 1896. († 7 juillet 1908).
  - 20 juillet : Joe Coburn, boxeur irlandais. († 6 décembre 1890).
  - 14 août : Tom King, boxeur anglais. († 3 octobre 1888).
  - 19 août : Tom Wills, joueur de rugby à XV et de cricket australien. Fondateur du football australien. († 3 mai 1880).
- 1836
  - 30 mars : Edward Ernest Bowen, footballeur anglais. († 8 avril 1901).
  - 22 octobre : Mungo Park, golfeur écossais. († 19 juin 1904).
  - ? Young Barney Aaron, Boxeur à mains nues britannique († 4 juin 1907).
- 1838
  - 1er mai : Francis Marindin, footballeur puis arbitre et dirigeant sportif anglais. Président de la FAF de 1874 à 1879. († 21 avril 1900).
  - 5 novembre : Joe Goss, boxeur anglais. († 24 mars 1885).
- 1839
  - 12 avril : Joseph Charlemont, maître d'armes et codificateur de la boxe français. († 15 septembre 1929).

## Décès
- 1836 :
  - 3 septembre : Daniel Mendoza, 72 ans, boxeur anglais. (° 5 juillet 1764).
- 1839 :
  - 3 mai : Pehr Henrik Ling, 63 ans, pédagogue suédois. Inventeur et initiateur de la gymnastique. (° 15 novembre 1776).